# Autònoe (nereida)
|  | Per a altres significats, vegeu «Autònoe». |

Autònoe (en grec antic Αὐτονόη) va ser, segons la mitologia grega, una de les cinquanta Nereides, filla de Nereu, un déu marí fill de Pontos, i de Doris, una nimfa filla d'Oceà i de Tetis.
La mencionen Apol·lodor i Hesíode a les seves llistes de nereides.